# Sebastián Ontoria
Sebastián Ontoria, né le 20 janvier 1920 à Saint-Sébastien en Espagne et mort le 12 août 2004 dans la même ville, est un footballeur international espagnol qui occupe le poste de milieu de terrain. Il effectue l'essentiel de sa carrière dans le club de sa ville natale, la Real Sociedad.

## Biographie
Né à Saint-Sébastien le 20 janvier 1920, Sebastián Ontoria s'initie au football dans les équipes de son quartier d'Amara puis du Lagun Artea, du Sporting de Rentería et du Club Deportivo Vasconia. En 1936 éclate la guerre civile. Sympathisant communiste, Ontoria s'engage dans le bataillon Larrañaga de l'armée basque. Capturé par les troupes franquistes, il est interné deux ans dans un camp de concentration à proximité de Saragosse. À sa sortie, il rejoint l'UD Casetas puis le Real Saragosse au moment où les championnats interrompus par la guerre reprennent. Il reste deux saisons dans le club aragonais avec lequel il dispute sept matchs de Primera División et finit relégué en 1941. Sollicité par le club valencian du Levante UD, la direction du Real Saragosse refuse son départ. Ontoria quitte néanmoins le club et rentre dans sa ville natale où il s'engage avec la Real Sociedad.
Au sein du club basque, Ontoria est initialement attaquant avant d'être repositionné en tant que milieu de terrain. Passant 14 ans au club, il en est capitaine pendant une grande partie et dispute 375 rencontres officielles et inscrit 114 buts,. À la date de juillet 2009, il est le quatrième meilleur buteur de l'histoire de la Real Sociedad. Son passage est aussi marqué par une finale de Coupe d'Espagne en 1951 perdue 3-0 contre le FC Barcelone. À trois reprises durant son passage, le club est relégué en Segunda División. Sa dernière remontée se produit en 1949 où Ontoria remporte à cette occasion le titre de champion.
En mars 1949, Ontoria dispute une rencontre internationale avec l'équipe d'Espagne B contre le Portugal B. Il ouvre le score dans cette partie remportée par l'Espagne B 5-2. Le 9 avril 1950 a lieu l'unique rencontre disputée par Ontoria en équipe nationale lors d'un déplacement espagnol à Lisbonne pour y affronter le Portugal dans le cadre des qualifications pour la Coupe du monde 1950, un match qui se solde par un match nul 2-2, un résultat qui permet à l'Espagne de se qualifier pour la phase finale de cette compétition.
Après deux saisons au SD Indautxu puis au Barakaldo CF, Ontoria arrête sa carrière. Il meurt le 12 août 2004 à Saint-Sébastien. Un tournoi organisé par le CD Vasconia porte son nom.

## Palmarès
Durant sa carrière en club, Sebastián Ontoria remporte sous le maillot de la Real Sociedad la Segunda División en 1949. Il est également finaliste de la Coupe d'Espagne en 1951.

## Statistiques
Le tableau ci-dessous résume les statistiques en match officiel de Sebastián Ontoria durant sa carrière,.
| Saison                | Club                  | Championnat           | Championnat | Championnat | Coupe(s) nationale(s) | Coupe(s) nationale(s) | Barrages d'accession en Primera División | Barrages d'accession en Primera División | Sélection | Sélection | Sélection | Total | Total |
| Saison                | Club                  | Division              | M.          | B.          | M.                    | B.                    | M.                                       | B.                                       | Équipe    | M.        | B.        | M.    | B.    |
| 1939-1940             | Real Saragosse        | Primera División      | 3           | 0           | -                     | -                     | -                                        | -                                        | -         | -         | -         | 3     | 0     |
| 1940-1941             | Real Saragosse        | Primera División      | 4           | 0           | -                     | -                     | -                                        | -                                        | -         | -         | -         | 4     | 0     |
| 1941-1942             | Real Sociedad         | Primera División      | 4           | 1           | -                     | -                     | -                                        | -                                        | -         | -         | -         | 4     | 1     |
| 1942-1943             | Real Sociedad         | Segunda División      | 14          | 13          | 3                     | 1                     | 10                                       | 7                                        | -         | -         | -         | 27    | 21    |
| 1943-1944             | Real Sociedad         | Primera División      | 20          | 5           | 1                     | 0                     | -                                        | -                                        | -         | -         | -         | 21    | 5     |
| 1944-1945             | Real Sociedad         | Segunda División      | 26          | 17          | 4                     | 0                     | -                                        | -                                        | -         | -         | -         | 30    | 17    |
| 1945-1946             | Real Sociedad         | Segunda División      | 23          | 11          | 2                     | 1                     | -                                        | -                                        | -         | -         | -         | 25    | 12    |
| 1946-1947             | Real Sociedad         | Segunda División      | 21          | 8           | 2                     | 1                     | 1                                        | 0                                        | -         | -         | -         | 24    | 9     |
| 1947-1948             | Real Sociedad         | Primera División      | 26          | 2           | 9                     | 1                     | -                                        | -                                        | -         | -         | -         | 35    | 3     |
| 1948-1949             | Real Sociedad         | Segunda División      | 26          | 6           | 4                     | 1                     | -                                        | -                                        | Espagne B | 1         | 1         | 31    | 8     |
| 1949-1950             | Real Sociedad         | Primera División      | 24          | 7           | 3                     | 1                     | -                                        | -                                        | Espagne   | 1         | 0         | 28    | 8     |
| 1950-1951             | Real Sociedad         | Primera División      | 29          | 6           | 6                     | 2                     | -                                        | -                                        | -         | -         | -         | 35    | 8     |
| 1951-1952             | Real Sociedad         | Primera División      | 29          | 8           | 6                     | 2                     | -                                        | -                                        | -         | -         | -         | 35    | 10    |
| 1952-1953             | Real Sociedad         | Primera División      | 29          | 2           | 4                     | 0                     | -                                        | -                                        | -         | -         | -         | 33    | 2     |
| 1953-1954             | Real Sociedad         | Primera División      | 28          | 5           | 4                     | 1                     | -                                        | -                                        | -         | -         | -         | 32    | 6     |
| 1954-1955             | Real Sociedad         | Primera División      | 16          | 5           | -                     | -                     | 1                                        | 0                                        | -         | -         | -         | 17    | 5     |
| 1955-1956             | SD Indautxu           | Segunda División      | 25          | 5           | -                     | -                     | -                                        | -                                        | -         | -         | -         | 25    | 5     |
| 1956-1957             | Barakaldo CF          | Segunda División      | 16          | 4           | -                     | -                     | -                                        | -                                        | -         | -         | -         | 16    | 4     |
| Total sur la carrière | Total sur la carrière | Total sur la carrière | 363         | 105         | 48                    | 11                    | 12                                       | 7                                        | -         | 2         | 1         | 425   | 124   |